# Erik Tidstrand
Erik Julius Tidstrand, född 24 december 1876 i Arboga, död 21 november 1944 i Danderyd, var en svensk formgivare och inredningsarkitekt. Han formgav framförallt belysningsarmatur och hans arbete var en del av idealet under Swedish Grace under 1920-talet.
Tidstrand var chef över Nordiska Kompaniets belysningsavdelning från dess grundande 1902 och fram till 1941. Där arbetade han med Bertil Brisborg som senare efterträdde honom som chef för belysningsavdelningen. Tidstrands armaturer uppmärksammades internationellt och ställdes ut på flera prestigefyllda utställningar, till exempel på världsutställningarna i Paris 1925, Barcelona 1929 och Paris 1937 samt Stockholmsutställningen 1930.